# Carlo Sciaccaluga
Carlo Sciaccaluga (Genova, 4 novembre 1987) è un regista teatrale, attore e traduttore italiano.

## Biografia
Figlio d'arte (il padre, Marco Sciaccaluga, è stato anch'egli regista, mentre la madre, Valeria Manari, era scenografa e costumista), dopo la maturità classica al liceo Andrea Doria compie la sua formazione "sul campo", tra Austria, Germania e Italia, esordendo nel 2009 come attore in lingua tedesca con Matthias Langhoff al Landestheater Linz, in Austria. Debutta giovanissimo nella regia, mettendo in scena un adattamento da Murakami Haruki, Dopo il terremoto, protagonisti Maurizio Lastrico ed Enzo Paci. Nel 2012 è ancora con Langhoff e Manfred Karge al Berliner Ensemble, come assistente alla regia. È stato aiuto regista di Matthias Langhoff, Gabriele Lavia, Davide Livermore, Alberto Giusta, Antonio Zavatteri, Franco Branciaroli.
Nella stagione 2010-2011 lavora come attore con la compagnia Gank, e nel 2011-2012 recita nei Masnadieri di Friedrich Schiller, per la regia di Gabriele Lavia, dal quale viene diretto in diversi altri spettacoli negli anni successivi. Nel 2013 dirige The Pillowman, presentato al Teatro Stabile di Genova, e cura la traduzione di Poker-Scelta al mazziere di Patrick Marber, che debutta al Teatro Duse di Genova con la regia di Antonio Zavatteri. 
Nell'estate del 2014 presenta al Festival di Borgio Verezzi il suo Cyrano de Bergerac, nel 2015 traduce e dirige Otello, che debutta alla Versiliana Festival, con Filippo Dini e Antonio Zavatteri nei ruoli principali.   Nelle stagioni 2017-2018 e 2018-2019 lavora come attore con il Teatro Stabile-Teatro Nazionale di Napoli. Dal 2016 al 2019 è regista residente al Teatro Nazionale Sperimentale di Tirana, in Albania. Nel 2021 traduce e dirige La Congiura del Fiesco a Genova, di Friedrich Schiller, presentato nella cornice di piazza San Lorenzo a Genova. 
Ha diretto spettacoli, oltre che per numerose compagnie private, per il Teatro Nazionale di Genova, per il Teatro Stabile-Teatro Nazionale di Napoli, per il Teatro Stabile di Catania, per il Teatro di Roma-Teatro Nazionale. In Kazakistan, ha firmato regie per il Turkistan Muzikalik Drama Teatri di Turkistan e per il Teatro Nazionale di Opera e Balletto di Almaty.    Come regista collaboratore, con Davide Livermore regista, ha firmato due allestimenti de Il trovatore di Giuseppe Verdi, alla Sydney Opera House e al Teatro Regio di Parma. Nel marzo 2025 dirige una nuova messa in scena di  Equus  di Peter Shaffer, che riceve il plauso della critica e per la quale riceve la nomination come miglior regista al premio “Le Maschere del Teatro Italiano”.  Il testo era stato portato in scena per la prima volta in Italia da suo padre Marco nel 1975.  
All’attività di regista affianca quella di traduttore, sia per le proprie messe in scena che per quelle di altri registi: particolarmente stretto è il legame che sviluppa, tra gli autori contemporanei, col teatro di Martin McDonagh e, tra i classici, con quello di Schiller.   Nel 2024 firma un nuovo adattamento originale di Giro di vite di Henry James, prodotto dal Teatro Nazionale di Genova e dal Teatro Carlo Felice e diretto da Davide Livermore. 
Come attore televisivo, nel 2022 compare in Petra, serie TV di Sky, con protagonista Paola Cortellesi, nel 2023 in Blanca, serie TV, con protagonista Maria Chiara Giannetta in onda su Rai 1, e nel 2024 in Citadel: Diana, dove interpreta il personaggio di Enrico Zani.

## Teatro

### Regista
- Dopo il terremoto di Haruki Murakami, Frank Galati (2009)
- Bianco di Mihanovic (2010)
- La Collezione di Harold Pinter (2011)
- The Pillowman di Martin McDonagh (2013), Compagnia Gank
- Cyrano de Bergerac di Edmond Rostand, co-regia con Matteo Alfonso, compagnia Gank e Teatro de gli Incamminati (2014)
- Otello di Shakespeare, Teatro de gli Incamminati (2015)
- Ping Pong-oltre la rete di Fani (2016)
- La stanga, il pan di legno e l'acque bianche di Fani (2016)
- Il Ritorno a Casa di Harold Pinter, Teatro Nazionale Sperimentale di Tirana (2016)
- Ek-Studio su Equus di Peter Shaffer (2017)
- Eden di O’Brien, AriaTeatro (2017)
- Molto rumore per nulla di William Shakespeare, Teatro Nazionale Sperimentale di Tirana (2018)
- Una mano mozzata a Spokane di Martin McDonagh, AriaTeatro, Teatro Belli di Roma (2018)
- Salomè di Oscar Wilde, Teatro Nazionale Sperimentale di Tirana (2019)
- Il Dito di Basha, Teatro Stabile di Napoli (2020)
- Fly me to the moon di Jones, Teatro Nazionale di Genova (2020)
- La Congiura del Fiesco a Genova di Friedrich Schiller, Teatro Nazionale di Genova (2021)
- Il Tartufo di Molière (2021)
- Borte di Isabekov, co-regia con Davide Livermore, Turkistan Muzikalik Drama Teatri (2021)
- L’importanza di chiamarsi Ernesto (Wilde) (2022)
- I racconti della Peste di Mario Vargas Llosa, Teatro Stabile di Catania (2022)
- Dopo la Tempesta di Carlo Sciaccaluga da William Shakespeare, co-regia con Elisa D’Andrea (2023)
- Il trovatore di Giuseppe Verdi, regista collaboratore con Davide Livermore, Sydney Opera House, Teatro Regio di Parma (2023)
- Appuntamento a Londra di Mario Vargas Llosa, Teatro Stabile di Catania (2023)
- Il Calamaro Gigante di Fabio Genovesi, Enfi Teatro e Teatro Nazionale di Genova (2024)
- Waltz Karoly di Baydilda Aidarbek, Turkistan Muzikalik Drama Teatri (2024)
- Khan Sultan-L’Orda d’Oro di Khamit Shangalev, Abay Kazakh National Theatre of Opera and Ballet, co-regia con Davide Livermore (2024)
- Equus di Peter Shaffer, Teatro Nazionale di Genova (2025)
- Ritratto di un Pianeta di Friedrich Dürrenmatt, Albergo dei Poveri di Genova (2025)
- La Chunga di Mario Vargas Llosa, Teatro Stabile di Catania, Teatro di Roma-Teatro Nazionale (2025)

### Attore
- Nella giungla delle città di Bertolt Brecht, regia di Matthias Langhoff, Landestheater Linz (2009)
- La tempesta di William Shakespeare, regia di Kiara Pipino (2010)
- Questa sera si recita a soggetto di Luigi Pirandello, regia di Alberto Giusta, compagnia Gank (2010)
- I Masnadieri di Friedrich Schiller, regia di Gabriele Lavia, Teatro di Roma (2010)
- I Pilastri della Società di Henrik Ibsen, regia di Gabriele Lavia, Teatro di Roma (2013)
- Sei personaggi in cerca d'autore di Luigi Pirandello, regia di Gabriele Lavia, Teatro della Pergola di Firenze (2014)
- Il deserto dei Tartari di Dino Buzzati, regia di Andrea Macaluso, Teatro della Pergola di Firenze (2015)
- Vita di Galileo di Bertolt Brecht, regia di Gabriele Lavia, Teatro della Pergola di Firenze (2015)
- La Bottega del Caffè di Carlo Goldoni, regia di Antonio Zavatteri, Teatro de gli Incamminati (2017)
- Salomè di Oscar Wilde, regia di Luca De Fusco, Teatro Stabile di Napoli (2018)
- Prigionia di Alekos di Casesi, regia di Giancarlo Cauteruccio, Teatro Nazionale della Toscana (2018)
- Sei personaggi in cerca d'autore di Luigi Pirandello, regia di Luca De Fusco, Teatro Stabile di Napoli (2018)
- La tempesta di William Shakespeare, regia di Luca De Fusco, Teatro Stabile di Napoli (2019)
- Dopo la tempesta di Carlo Sciaccaluga da William Shakespeare, regia di Carlo Sciaccaluga e Elisa D’Andrea, nogravity4monks e AriaTeatro (2023)
- Ritratto di un Pianeta di Friedrich Dürrenmatt, regia di Carlo Sciaccaluga, Albergo dei Poveri di Genova (2025)

## Filmografia

### Cinema
- Extreme Jukebox di Alberto Bogo (2013)

### Televisione
- L'ultima de' Medici – serie TV, episodio 1x05 (2020)
- Petra – serie TV, episodio 2x03 (2022)
- Blanca 2 – serie TV, 6 episodi (2023)
- Citadel: Diana – serie TV, episodi 1x03-1x04-1x05 (2024)